# Чередниченко, Константин Константинович
Константин Константинович Чередниченко (16 июля 1920 года, Царицын, Саратовская губерния, Российская империя — 13 мая 1991 года, Москва, Российская Федерация) — советский партийный и государственный деятель, заместитель министра химической промышленности СССР (1965—1977).

## Биография
Член ВКП(б) с 1946 г. В 1939—1941 гг. учился в Новочеркасском индустриальном институте, в 1949 г. окончил Сталинградский механический институт. Участник Великой Отечественной войны.
- 1948—1952 гг. — секретарь Сталинградского городского комитета ВЛКСМ,
- 1952—1953 гг. — заведующий Сталинградским городским отделом культурно-просветительской работы,
- 1953—1955 гг. — заместитель секретаря комитета КПСС Сталинградского тракторного завода
- 1955—1956 гг. — первый секретарь Тракторозаводского районного комитета КПСС г. Сталинграда,
- 1956—1961 гг. — второй секретарь Сталинградского городского комитета КПСС,
- 1961—1963 гг. — первый секретарь Волгоградского городского комитета КПСС,
- 1963—1964 гг. — первый секретарь Волгоградского промышленного областного комитета КПСС,
- 1964—1965 гг. — секретарь Волгоградского областного комитета КПСС,
- 1965—1977 гг. — заместитель министра химической промышленности СССР.

Затем — директор Московского института повышения квалификации руководящих работников и специалистов химической промышленности.

## Награды и звания
- орден Ленина
- орден Октябрьской Революции
- 3 ордена Трудового Красного Знамени (в том числе 28.10.1948)

медали:
- «За Отвагу»
- За победу над Германией в Великой Отечественной войне 1941—1945 гг.
- За оборону Сталинграда
- За взятие Будапешта
- За взятие Вены
- В ознаменование 100-летия со дня рождения Владимира Ильича Ленина
- лауреат Государственной премии СССР — за участие в разработке системы мероприятий по повышению производительности труда и внедрении их на Щёкинском химическом комбинате, предприятиях Министерства химической промышленности и других отраслей.